# Pirāwa
Pirāwa är en ort i Indien.   Den ligger i distriktet Jhālāwār och delstaten Rajasthan, i den centrala delen av landet, 500 km söder om huvudstaden New Delhi. Pirāwa ligger 372 meter över havet och antalet invånare är 11 790.
Terrängen runt Pirāwa är huvudsakligen platt. Pirāwa ligger nere i en dal. Runt Pirāwa är det ganska tätbefolkat, med 185 invånare per kvadratkilometer. Det finns inga andra samhällen i närheten. Trakten runt Pirāwa består till största delen av jordbruksmark.